# Aziatische kampioenschappen schaatsen 2004
De Aziatische kampioenschappen schaatsen 2004 werden op 3 en 4 januari 2004 op de buitenijsbaan van Chuncheon (provincie Gangwon-do), Zuid-Korea verreden.
Deze kampioenschappen bestonden uit een allround- en een afstandendeel. Het allrounddeel was de vijfde editie van de Continentale kampioenschappen schaatsen voor Azië; tegelijkertijd vonden de Aziatische kampioenschappen schaatsen afstanden plaats. De lange afstanden werden maar eenmaal verreden en telden zowel als afstandskampioenschap als voor het allroundkampioenschap. Dit gold niet voor de 1500 meters die derhalve een ernstig verzwakt deelnemersveld kenden.
Vanaf de editie van 1999 was het aantal deelnemers aan het WK Allround door de ISU op 24 deelnemers vastgesteld. De startplaatsen werden voortaan per continent verdeeld. Voor Europa werd het EK Allround tevens het kwalificatietoernooi voor het WK Allround. Voor Azië en Noord-Amerika & Oceanië waren er door de ISU in 1999 speciaal kwalificatietoernooien voor georganiseerd. In 2004 namen er uit Azië twee mannen en vier vrouwen deel aan het WK Allround.

## Mannentoernooi

### Allround
Er namen acht mannen aan deze editie deel. Drie uit China, twee uit Japan en Zuid-Korea en één uit Kazachstan. De Chinees Li Changyu werd de vierde winnaar van dit Continentaal Kampioenschap. De twee startplaatsen gingen dit jaar naar China en Japan. De als tweede geëindigde Hiroki Hirako nam niet deel aan het WK Allround, zijn plaats werd door landgenoot Kesato Miyazaki ingenomen, die op dit kampioenschap slechts vijfde werd.
| Rang   | Schaatser       | Land       | Punten  | 500m      | 5000m       | 1500m       | 10.000m      |
| ------ | --------------- | ---------- | ------- | --------- | ----------- | ----------- | ------------ |
| Goud   | Li Changyu      | China      | 163,971 | 37,22 (1) | 7.06,36 (2) | 1.56,37 (1) | 15.06,50 (3) |
| Zilver | Hiroki Hirako   | Japan      | 164,178 | 38,48 (7) | 6.58,97 (1) | 1.59,04 (6) | 14.42,42 (1) |
| Brons  | Lee Seung-Hwan  | Zuid-Korea | 165,272 | 38,21 (5) | 7.07,51 (4) | 1.56,79 (2) | 15.07,62 (4) |
| 4      | Gao Xuefeng     | China      | 165,929 | 38,25 (6) | 7.10,21 (5) | 1.57,54 (3) | 15.09,56 (5) |
| 5      | Kesato Miyazaki | Japan      | 166,416 | 39,54 (8) | 7.07,12 (3) | 1.58,39 (5) | 14.54,02 (2) |
| 6      | Chang Rui       | China      | 166,700 | 37,89 (2) | 7.18,00 (7) | 1.58,36 (4) | 15.11,14 (6) |
| 7      | Choi Kwun-won   | Zuid-Korea | 170,082 | 37,94 (3) | 7.25,36 (8) | 2.02,58 (8) | 15.34,92 (7) |
| -      | Nikolaj Uljanin | Kazachstan | 121,325 | 38,11 (4) | 7.14,72 (6) | 1.59,23 (7) | ns           |

### Afstanden
| Afstand | Goud          | Zilver            | Brons           |
| ------- | ------------- | ----------------- | --------------- |
| 2×500m  | Yuya Oikawa   | Zhang Zhongqi     | Liu Fangyi      |
| 1000m   | Choi Jae-bong | Liu Fangyi        | Mun Joon        |
| 1500m   | Choi Jae-bong | Kazuaki Kobayashi | Yeo Sang-yeop   |
| 5000m   | Hiroki Hirako | Li Changyu        | Kesato Miyazaki |
| 10.000m | Hiroki Hirako | Kesato Miyazaki   | Li Changyu      |

## Vrouwentoernooi

### Allround
Er namen tien vrouwen aan deze editie deel. Vier uit Japan, drie uit China, twee uit Zuid-Korea en één uit Kazachstan. De Japanse Maki Tabata veroverde voor de vijfde keer de titel van dit Continentaal Kampioenschap. De vier startplaatsen gingen dit jaar naar Japan (3) en China (1). De top vier van dit kampioenschap nam ook deel aan het WK Allround.
| Rang   | Schaatsster      | Land       | Punten  | 500m       | 3000m        | 1500m        | 5000m       |
| ------ | ---------------- | ---------- | ------- | ---------- | ------------ | ------------ | ----------- |
| Goud   | Maki Tabata      | Japan      | 173,551 | 40,69 (1)  | 4.26,35 (2)  | 2.05,56 (1)  | 7.46,17 (2) |
| Zilver | Eriko Ishino     | Japan      | 174,157 | 42,01 (4)  | 4.23,95 (1)  | 2.06,57 (2)  | 7.39,66 (1) |
| Brons  | Eriko Seo        | Japan      | 177,307 | 42,40 (9)  | 4.29,53 (3)  | 2.09,62 (6)  | 7.47,79 (3) |
| 4      | Wang Fei         | China      | 177,607 | 41,96 (3)  | 4.31,15 (4)  | 2.08,00 (4)  | 7.57,90 (4) |
| 5      | Hiromi Otsu      | Japan      | 179,317 | 42,09 (7)  | 4.34,91 (7)  | 2.10,43 (7)  | 7.59,32 (5) |
| 6      | Xu Jinjin        | China      | 180,577 | 42,02 (5)  | 4.36,90 (8)  | 2.11,49 (8)  | 8.05,77 (6) |
| 7      | Lee Bo-ra        | Zuid-Korea | 183,040 | 42,24 (8)  | 4.44,96 (9)  | 2.13,31 (9)  | 8.08,69 (7) |
| 8      | Natalja Ribakova | Kazachstan | 186,140 | 44,65 (10) | 4.45,44 (10) | 2.14,63 (10) | 8.10,41 (8) |
| -      | Ji Jia           | China      | 129,770 | 41,75 (2)  | 4.32,34 (6)  | 2.07,89 (3)  | diskw.      |
| -      | Lee Ju-youn      | Zuid-Korea | 130,035 | 42,03 (6)  | 4.31,91 (5)  | 2.08,06 (5)  | diskw.      |

### Afstanden
| Afstand | Goud         | Zilver       | Brons               |
| ------- | ------------ | ------------ | ------------------- |
| 2×500m  | Ren Hui      | Sai Na       | Junko Osuga         |
| 1000m   | Ren Hui      | Sai Na       | Mihiko Moteki       |
| 1500m   | Baek Eun-bi  | Choi Yun-suk | Anzjelika Gavrilova |
| 3000m   | Eriko Ishino | Maki Tabata  | Eriko Seo           |
| 5000m   | Eriko Ishino | Maki Tabata  | Eriko Seo           |

1994 Sapporo · 
1995 Ulaanbaatar · 
1997 Obihiro · 
1998 Obihiro · 
2000 Ulaanbaatar · 
2001 Harbin · 
2004 Chuncheon · 
2005 Ikaho · 
2007 Changchun · 
2008 Shenyang · 
2009 Tomakomai · 
2010 Obihiro · 
2011 Harbin · 
2012 Astana · 
2013 Changchun · 
2014 Tomakomai · 
2015 Changchun